# Boulevard de Courtais
Le boulevard de Courtais est une voie de Montluçon (Allier). C'est l'une des artères principales et les plus animées de la ville. Elle enserre toute la vieille ville de l'ouest à l'est en passant par le sud.

## Origine du nom
Il a reçu le nom d'Amable de Courtais. Un boulevard du même nom existe à Moulins, mais n'a pas un rôle aussi central dans la ville.

## Historique

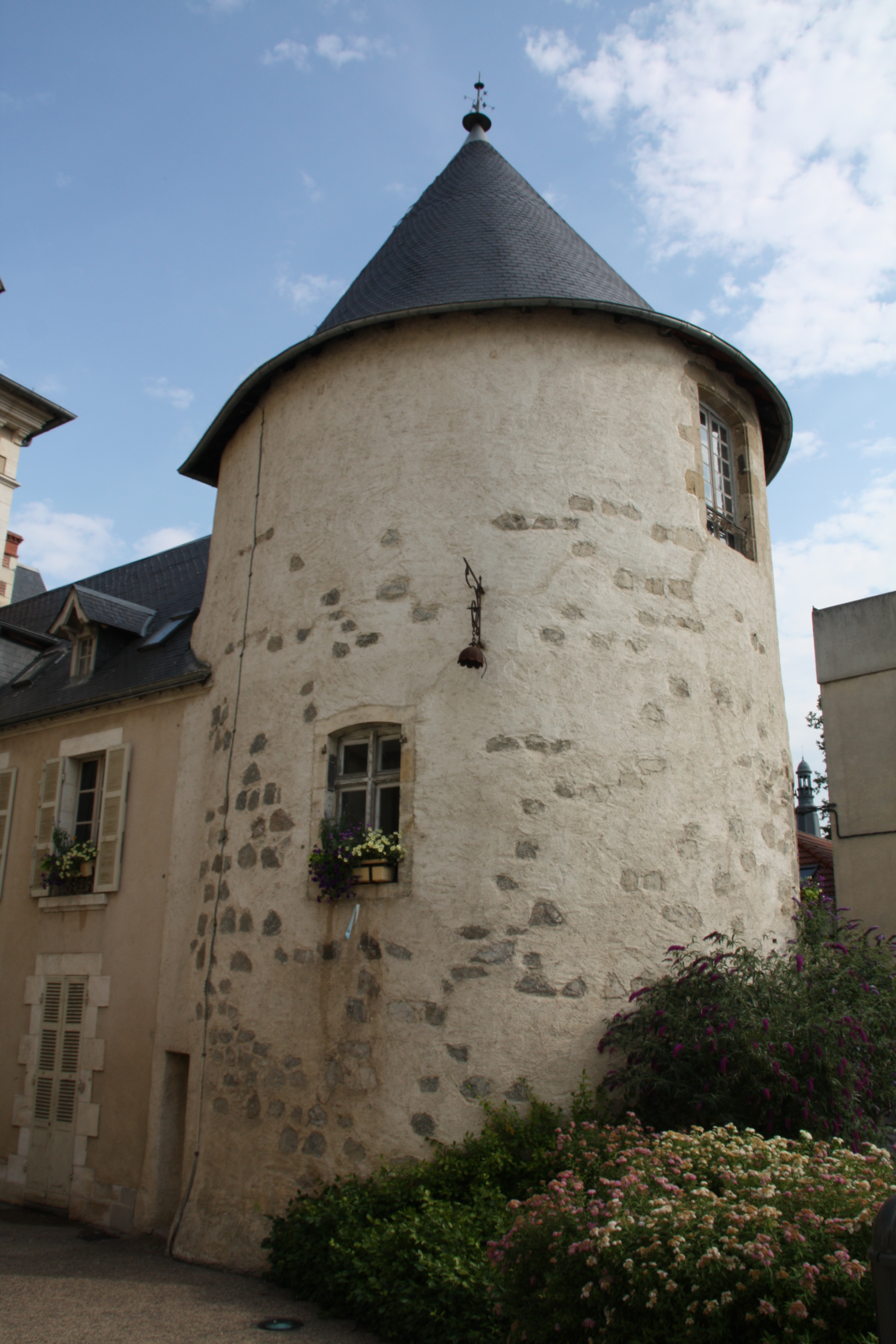
La tour Fondue.

Des boulevards furent créés qui contournaient la ville à l'extérieur des fossés, lesquels étaient devenus des jardins et furent plus tard comblés. Ces boulevards étaient à l'origine bordés par une rangée d'arbres (tilleuls). C'est en 1882 que les trois boulevards du Collège, Bretonnie et de la Mairie furent désignés sous le nom unique de boulevard de Courtais.

## Bâtiments remarquables et lieux de mémoire
- Hôtel de la Romagère (square de la Romagère). Il doit son nom à la famille Le Groing de La Romagère.
- Hôtel de la Tour Fondue, du nom de la famille Cousin de La Tour-Fondue.

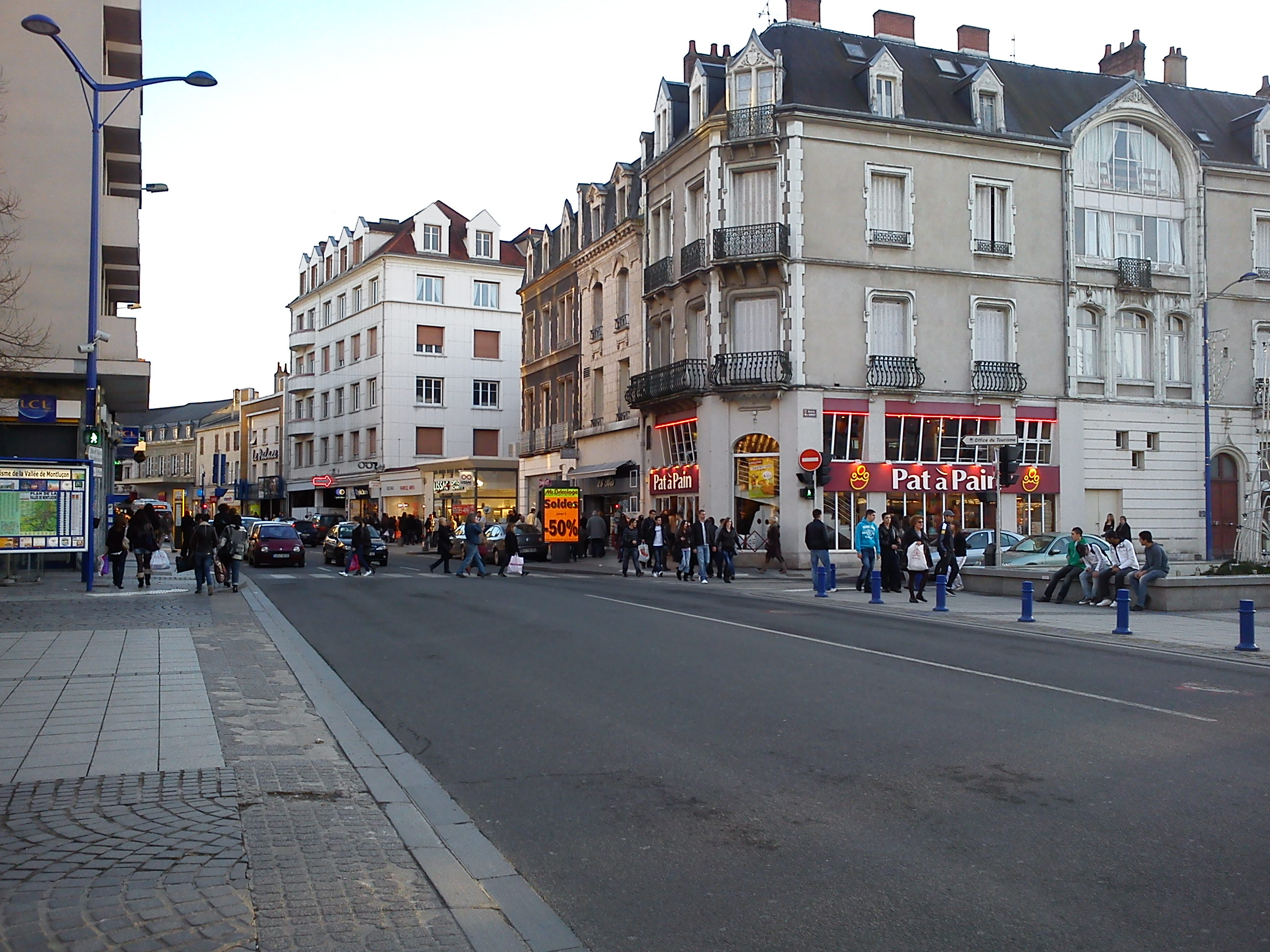
Boulevard de Courtais
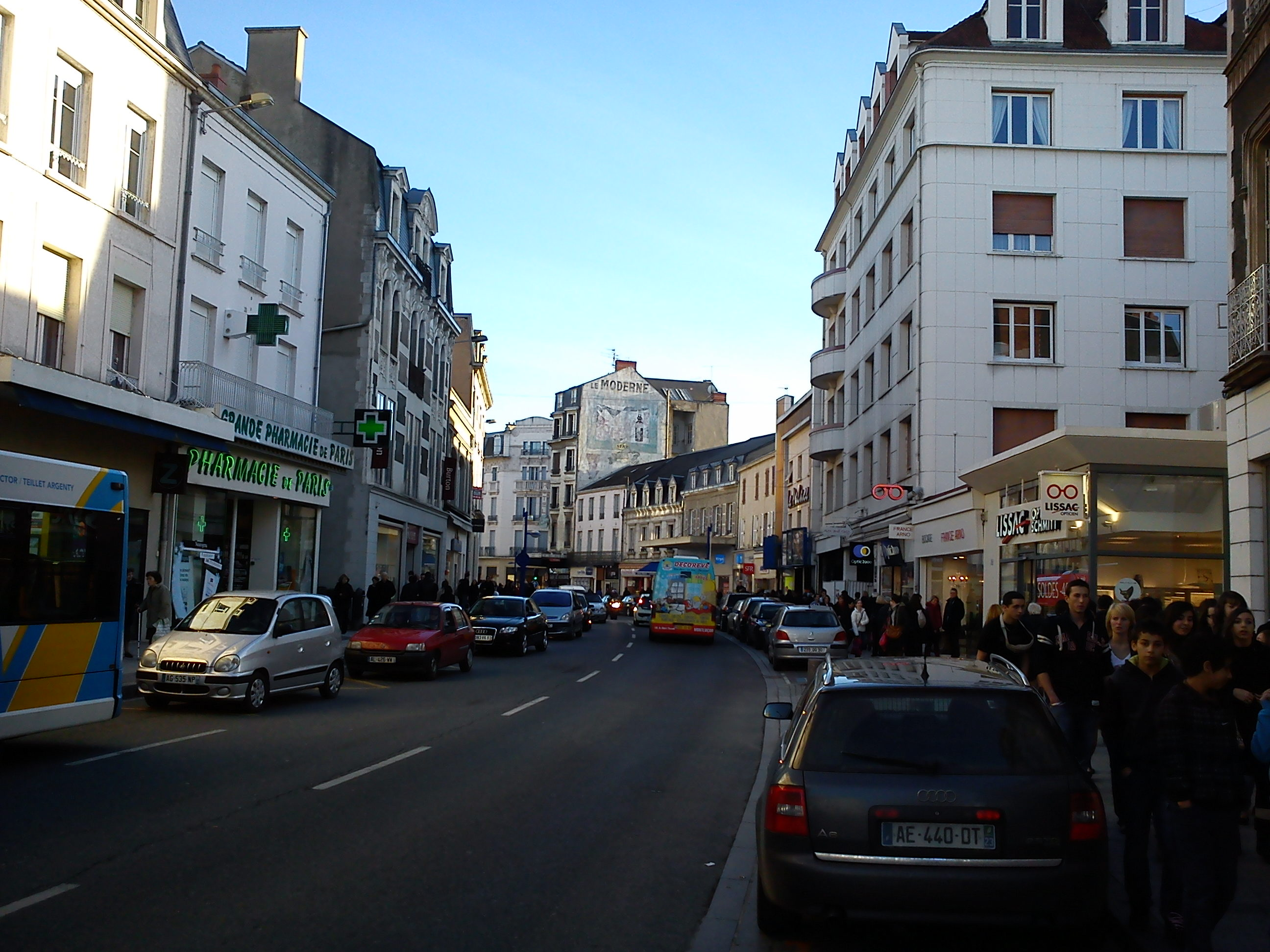
Vue Générale